# Andrena xanthigera
Andrena xanthigera är en biart som beskrevs av Cockerell 1900. Andrena xanthigera ingår i släktet sandbin, och familjen grävbin. Inga underarter finns listade i Catalogue of Life.